# Almeida Theatre

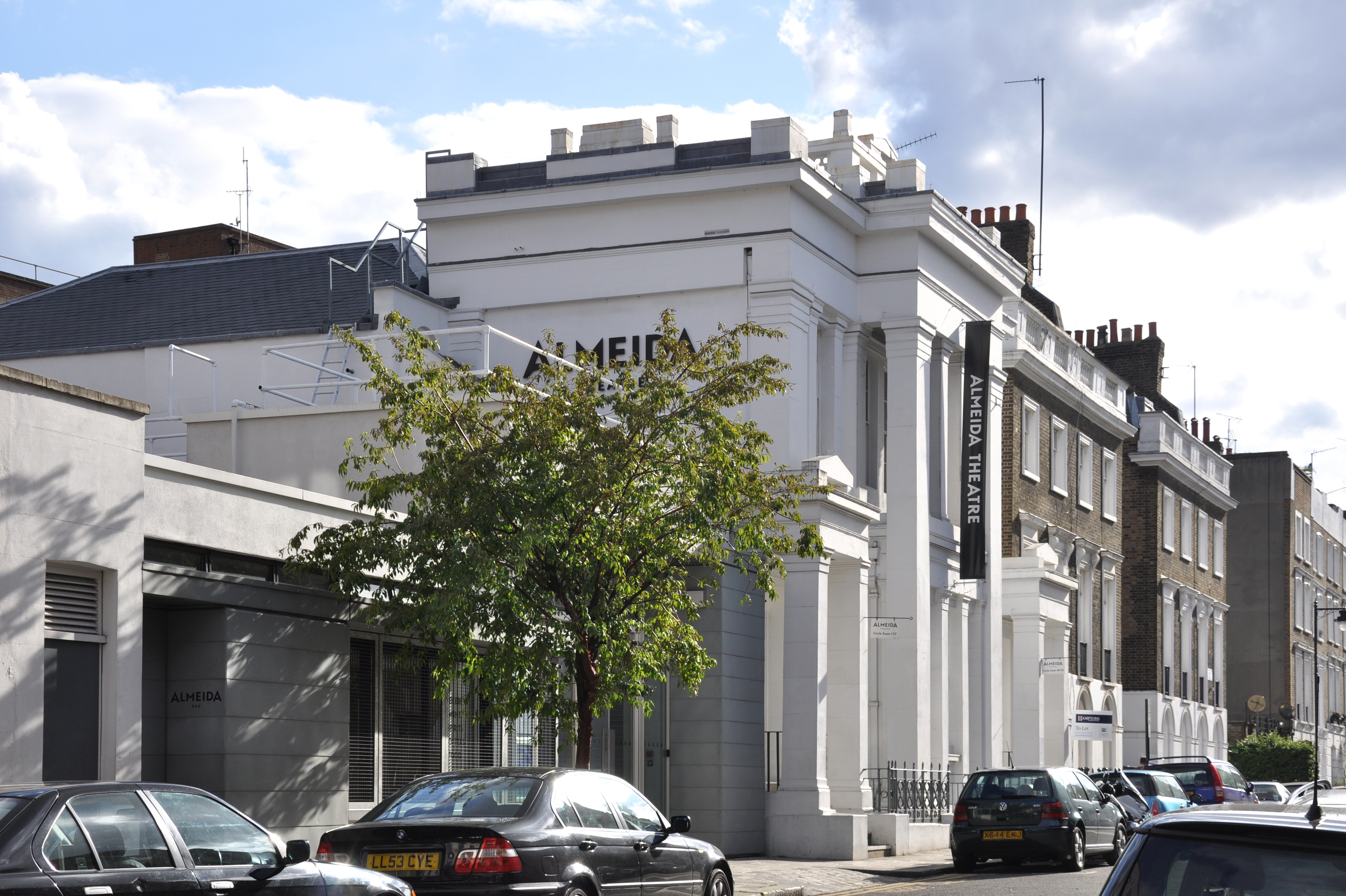
Das Almeida Theatre, 2011

Das Almeida Theatre, kurz The Almeida, ist ein Londoner Theater im Bezirk Islington. Es befindet sich in der Almeida Street. Inszeniert werden neben Ur- und englischen Erstaufführungen vor allem englische Autoren und Klassiker der Weltliteratur. Erfolgreiche Almeida-Produktionen übersiedeln oftmals an Bühnen im West End.
Das Gebäude ist auf der Statutory List of Buildings of Special Architectural or Historic Interest mit Grade II gelistet.

## Geschichte
Das klassizistische Gebäude wurde 1837 unter Leitung der Architekten Robert Lewis Roumieu (1814–1877) und Alexander Dick Gough (1804–1871) als Islington Literary and Scientific Institute errichtet. Eröffnet wurde es 1838, dem Jahr der Thronbesteigung von Queen Victoria. Das Gebäude umfasste neben einem Hörsaal, einem Laboratorium und einem Museum auch eine Bibliothek, die 1839 aus 33000 Bänden bestand. 1872 wurde die Bibliothek verkauft. Von 1874 bis 1886 diente das Gebäude dem Wellington Club als Clubhaus. 1890 wurde es von der Heilsarmee übernommen, die den ehemaligen Bibliotheksraum als Gebetsraum umgestaltete und eine hölzerne Galerie einbauen ließ. Während des Kriegs diente das Untergeschoss als Luftschutzraum. 1955 gab die Heilsarmee das Gebäude auf. Ab 1956 wurde es für eine kurze Zeit als Ausstellungsraum von Mr. Beck's Carnivals and Novelties Factory genutzt.
Bis 1978 stand das Gebäude leer. 1980 nutzten es die späteren Gründer des Almeida Theaters, Pierre Audi und Chris Naylor, für ein Theater-Festival. Dieses Datum gilt als das eigentliche Gründungsdatum des Almeida Theatre.
In der Folge fanden in dem Haus aber weiter unterschiedliche Veranstaltungen statt. Nach und nach wurde das Haus mit Funktionsräumen, wie einer Bar, Umkleideräumen für die Akteure und Werkräumen ausgestattet. Die Restaurierung der Fassade und die Umbaumaßnahmen wurden ab 1983 von dem Architekturbüro Foley Fischer Burrell – Architect durchgeführt. Während dieser Zeit bildeten sich Initiativen, das Haus als ständiges Theater einzurichten.
Im November 1999 bekam das Almeida Theatre vom Arts Council of England eine Subvention in Höhe von 1,5 Millionen Pfund für notwendige Sanierungsarbeiten zugesprochen. Eine Unterstützung der National Lottery in Höhe von 5,8 Millionen Pfund ermöglichte eine Generalsanierung, die 2001 in Angriff genommen wurde.
2000 wurde das Haus wegen umfangreicher Renovierungen geschlossen. Als alternativer Spielort diente für die kommenden Jahre ein ehemaliges Busdepot in der Nähe von King's Cross Station. Architekten des Provisoriums waren ebenfalls Foley Fischer Burrell.
Das letzte dort aufgeführt Stück war eine spektakuläre Inszenierung von Shakespeares Sturm, bei der die Bühne komplett geflutet und für Ariels Auftritt ein Loch in das Dach geschnitten wurde.
Der Saal, der vor der Restaurierung Platz für 500 Personen bot, hat heute 321/327 Sitzplätze, da Bühne und Vorbühne jetzt den gleichen Raum einnehmen wie der Zuschauerraum.
Eingangsbereich, Foyer, Bar und Treppenhaus befinden sich jetzt in einem seitlichen Anbau und sind durch eine große Glasfront einzusehen.
In einem Gebäude unweit des Theaters sind die Verwaltung und ein Probenraum untergebracht.

## Architektur
Der Bau hat eine dreiteilige, zweigeschossige Fassade in den Formen des Klassizismus. Ober- und Untergeschoss sind durch ein gestuftes Gesims voneinander abgesetzt. Der mittlere Teil der Fassade ist als Risalit ausgebildet, der an beiden Seiten durch kräftige kolossale Pilaster markiert wird. Das umlaufende, mehrfach gestufte Hauptgesims ist ebenso wie der ganze Bau weiß verputzt.
Im Mittelrisalit öffnen sich in jedem Geschoss jeweils drei Fenster. Die Fenster im Obergeschoss der Seitenteile werden durch breite Pilaster eingefasst. Die seitlichen ehemaligen Eingänge werden durch einen portikusartigen, pfeilergestützten Vorbau markiert.
An der linken Seite des Baus schließt sich ein einstöckiger Neubau mit Flachdach und einer durchgehenden Glasfront an. Hier befindet sich der heutige Eingang zum Theater sowie der Zugang zu einer breiten Rampe, mit der die Zufahrt von Lastwagen in das Haus ermöglicht wird.
Der ehemalige Lesesaal dient heute als Theatersaal. Bühne und Zuschauerraum sind etwa gleich groß. Der Bühnenraum wird durch eine gebogene, nicht verputzte Ziegelwand abgeschlossen, an die sich nahtlos die Empore für die Zuschauer anschließt. Die um 1900 eingebaute, auf gusseiserne Säulen gestützte Empore, die mit einer groldbrauen Prägetapete (Anaglypta) verkleidet ist, ist original erhalten.

## Theater, Performance, Oper

### Almeida Opera
Pierre Audi etablierte auch ein International Festival of Contemporary Music and Performance, ein Internationales Festival für zeitgenössische Musik und Musiktheater, welches bis 2007 jeweils im Sommer veranstaltet und als Almeida Opera weltbekannt wurde.
Es produzierte eine Reihe von Auftragswerken, Uraufführungen und britischen Erstaufführungen, darunter 1989 die Oper Golem von John Casken (* 1949) oder 1995 das szenische Konzert Experimentum Mund des italienischen Komponisten Giorgio Battistelli. Im Rahmen der Almeida Sommersaison wurden unter anderem Werke von Thomas Adès, Harrison Birtwistle, Xaver Dayer (* 1972), Peter Eötvös, Alexander Goehr und Michael Nyman sowie einer Reihe britischer Komponisten aufgeführt, die im deutschen Sprachraum nicht bekannt sind.
Die Londoner Tageszeitung lobte das Festival im Jahr 2006 wie folgt: „Es gab in den vergangenen zwanzig Jahren kein besseres Podium für neue europäische Oper in London als die Almeida Sommersaison.“
Michael Attenborough stellte das Festival 2012 mit folgenden Worten ein: „Ich fühlte keine künstlerische Verwandtschaft mit dem Opernfestival. Die moderne Oper vermeidet geflissentlich alles, was so altmodisch ist wie Melodie oder Emotion. Mir erscheint dies ein Widerspruch zu dem, worum es bei Musik geht.“

## Künstlerische Leiter
- 1979–1989: Pierre Audi[10]
- 1970–2002: Jonathan Kent und Ian McDiarmid
- 2002–2013: Michael Attenborough
- Seit 2013: Rupert Goold

## Produktionen (Auswahl)
1990–1999
- 1990: Scenes From an Execution von Howard Baker; mit Glenda Jackson (Uraufführung als Theaterstück)
- 1990: Wenn wir Toten erwachen von Henrik Ibsen; Regie: Jonathan Kent, mit Espen Skjønbergals als Rubek, Suzanne Burden als Maja Rubek und Claire Bloom als Irene
- 1991: Betrayal von Harold Pinter; Regie: David Leveaux, mit Martin Shaw als Robert, Cheryl Campbell als Emma und Bill Nighy als Jerry
- 1991: Party Time, von Harold Pinter, (Uraufführung); Regie: Harold Pinter
- 1993: No Man's Land von Harold Pinter; Regie: David Leveaux, mit Harold Pinter in der Hauptrolle
- 1993: The Deep Blue Sea von Terence Rattigan; Regie: Karel Reisz, mit Penelope Wilton und Linus Roache
- 1994: Medea von Euripides; mit Diana Rigg in der Titelrolle
- 1994: Leben des Galilei von Bertolt Brecht; Regie: Jonathan Kent, mit Simon Russell Beale in der Titelrolle
- 1995: Hamlet von William Shakespeare; Regie: Jonathan Kent, mit Ralph Fiennes in der Titelrolle, Francesca Annis als Gertrud und Tara Fitzgerald als Ophelia
- 1996: Who's Afraid of Virginia Woolf? von Edward Albee; Regie: Howard Davies, mit Diana Rigg in der Hauptrolle
- 1997: Der Revisor von Nikolai Gogol
- 1997: Ivanov von Anton Tschechow; Regie: Jonathan Kent, mit Ralph Fiennes in der Titelrolle, Harriet Walter als Anna und Bill Paterson als Lebedev
- 1997: Naked (Vestire i ignudi) von Pirandello; Regie: Jonathan Kent, mit Juliette Binoche als Ersilia Dei
- 1998: The Tempest von William Shakespeare; Regie: Jonathan Kent, mit Ian McDiarmid als Prospero und Aidan Gillen als Ariel
- 1998: Britannicus von Jean Racine; Regie: Jonathan Kent, mit Kevin McKidd (Britannicus), Toby Stephens (Nero), Diana Rigg (Agrippina), Julian Glover (Narcissus).
- 1998: Phèdre von Jean Racine; Regie: Jonathan Kent, mit Toby Stephens (Hippolyt), Diana Rigg (Phèdre), Barbara Jefford (Oenone)
- 1999: The Jew of Malta von Christopher Marlowe; Regie: Michael Grandage, mit Ian McDiarmid in der Hauptrolle
- 1999: Der Eismann kommt von Eugene O’Neill; Regie: Howard Davies, mit Kevin Spacey in der Hauptrolle

2000–2019
- 2000: Celebration und The Room von Harold Pinter, (Uraufführung); Regie: Harold Pinter
- 2003: Die Frau vom Meer von Henrik Ibsen; Regie: Trevor Nunn, mit Natasha Richardson und Eoin McCarthy in den Hauptrollen und Benedict Cumberbatch als Lyngstrand
- 2004: The Goat or Who is Sylvia? von Edward Albee, Regie: Anthony Page, mit Jonathan Pryce als Martin und Kate Fahy als Stevie
- 2005: The Cricket Recovers, Kinderoper von Richard Ayres, (Uraufführung)
- 2006: Hedda Gabler von Henrik Ibsen; Regie: Richard Eyre
- 2008: The Goat or Who is Sylvia? von Edward Albee; mit Jonathan Pryce in der Hauptrolle
- 2008: The Last Days of Judas Iscariot von Stephen Adly Guirgis; Regie: Robert Goold
- 2008: Waste von Harley Granville Barker; Regie: Samuel West
- 2009: Duet for One von Tom Kempinski; Regie: Matthew Lloyd, mit Henry Goodman und Juliet Stevenson
- 2012: King Lear; Regie: Michael Attenborough, mit Jonathan Pryce in der Titelrolle
- 2013: Gespenster von Henrik Ibsen, Regie: Richard Eyre, mit Lesley Manville als Helene Alving und Billy Howle als Osvald
- 2013: Chimerica von Lucy Kirkwood (Uraufführung); Regie: Lyndsey Turner
- 2015: King Charles III von Mike Bartlett (Uraufführung); Regie: Rupert Goold, mit Tim Pigott-Smith als Prince Charles
- 2016: Orestie von Aischylos; Regie: Robert Icke, mit Luke Thompson als Orest und Lia Williams als Klytemnestra
- 2016: They Drink it in the Congo von Adam Brace (Uraufführung); Regie: Michael Longhurst
- 2016:  Richard III. von William Shakespeare; Regie: Rupert Goold, mit Ralph Fiennes in der Titelrolle und Vanessa Redgrave als Margaret
- 2017: Against von Christopher Shinn, (Uraufführung); Regie: Ian Rickson, mit Ben Whishaw in der Hauptrolle
- 2017: Hamlet von William Shakespeare; Regie: Robert Icke, mit Andrew Scott in der Titelrolle, Jessica Brown Findlay als Ophelia und Juliet Stevenson als Gertrude
- 2018: The Writer von Ella Hickson (Uraufführung); Regie: Blanche McIntyre, mit Michael Gould, Romola Garai, Lara Rossi
- 2018: Richard II. von William Shakespeare; Regie: Joe Hill-Gibbins, mit Simon Russell Beale in der Titelrolle und Leo Bill als Bolingbroke
- 2019: Die Herzogin von Malfi von John Webster; Regie: Rebecca Frecknall, mit Lydia Wilson als Herzogin Khalid Abdalla als Antonio und Leo Bill als Bosola
- 2023: A Streetcar Named Desire von Tennessee Williams; Regie Rebecca Frecknall, mit Paul Mescal als Kowalski

## Auszeichnungen
Produktionen des Almeida sind mehrfach mit renommierten britischen Theater-Preisen ausgezeichnet worden. Außer zahlreichen Nominierungen gewannen Inszenierungen oder einzelne Mitwirkende seit 1990 allein zwanzigmal den Laurence Olivier Award, der als die höchste Auszeichnung im britischen Theater gilt. 2016 erhielt Robert Ickes Inszenierung der Orestie den Award für beste Regie und zusätzlich Nominierungen in drei weiteren Kategorien – beste Schauspielerin, bestes Bühnenbild, bestes Lichtdesign.
Ebenfalls 2016 erhielt das Theater den Stage Award London - Theatre of the Year. 2018 wurde das Almeida ein weiteres Mal als London Theatre of the Year ausgezeichnet.